# Agul
Gli agul (in russo агулы?, aguly, aгулар in agul) sono un gruppo etnico del Daghestan, in Russia.
Secondo un censimento del 2002, vi erano 28.297 agul in Russia (7.000 nel 1959). Sotto il profilo etnico, gli agul sono molto vicini ai lezgini. Esistono 4 sottogruppi di agul: aguldere, kurakhdere, khushandere e khpyukdere.